# Киринија
Киринија или шумски решеткар (лат. Kirinia roxelana) лептир је из породице шаренаца (лат. Nymphalidae).

## Опис врсте
Предња крила кириније достижу дужину од 29–31 mm. Лако га је могуће препознати по изгледу крила и начину лета. Лети од маја до септембра.
Врста се јавља током године у само једној генерацији. Лептири воле да слећу на стабла, гране и листове на крошњи дрвета до висине од 3 метра.
Гусенице се хране травом из породице правих трава (Poaceae). Зреле су у мају. Ретко се срећу и препознају због зелене боје интегумента која се уклапа у влати траве. Две беле субдорзалне линије настављене су и на малим, рогастим наставцима на главеној капсули и тентакулама на репу. Функција тентакула је одбацивање фекула (фецес гусеница) даље од тела, што помаже у камуфлажи. Интегумент је прекривен веома финим сетама, те тело гусенице има сомотаст изглед. Главена капсула постављена је у погнут положај.

## Распрострањеност и станиште
Насељава Југоисточну Европу и Блиски исток. 
У Србији је широко раширена, нема је у Војводини и југозападној Србији. Налази изнад 1000 метара надморске висине су ретки.
Станиште су му топла жбуновита и шумовита станишта (шуме и ливаде) на планинским падинама, речним долинама. Омиљено станиште му је руб шуме од кога се ретко удаљава, а најчешћи је у проређеним храстовим шумама.